# Depot
Depot – przysiółek wsi Dąbrówka Wielkopolska w Polsce położony w województwie lubuskim, w powiecie świebodzińskim, w gminie Zbąszynek. 
W latach 1975–1998 miejscowość administracyjnie należała do województwa zielonogórskiego.